# Фудбалска репрезентација Гамбије
Фудбалска репрезентација Гамбије је национални фудбалски тим Гамбије под управом Гамбијске фудбалске асоцијације. До 1965, када је Гамбија стекла незавосност, то је била фудбалска репрезентација Британске Гамбије. Никада се нису квалификовали на Светско првенство нити на Афрички куп нација.

## Значајни фудбалери
- Сејфо Солеј
- Артут Гомез
- Ибрахим Џагне
- Тијан Џајте
- Ебоу Сила
- Едриса Сонко
- Па Дембо Туреј